# Influxus physicus

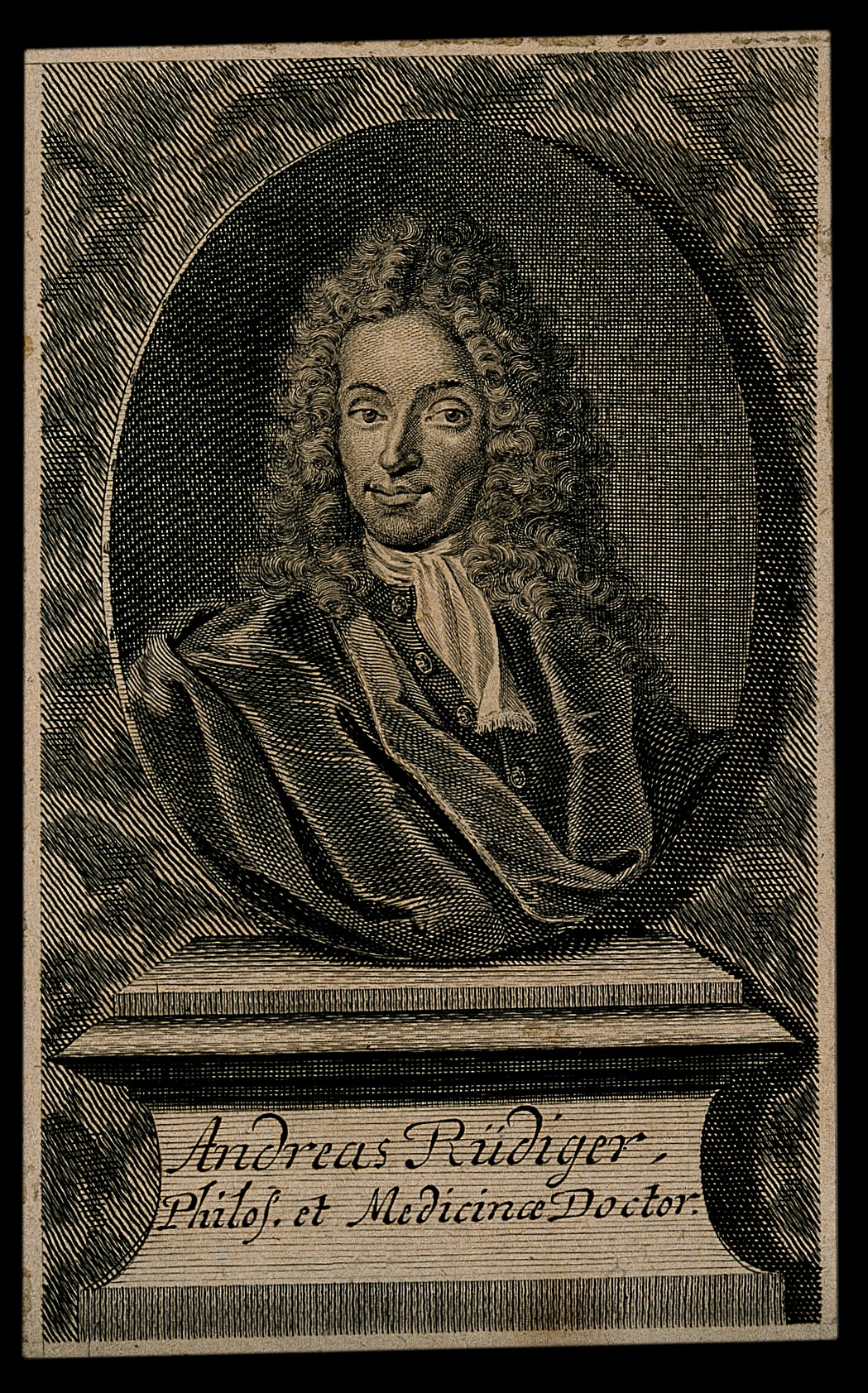
Andreas Johannes Rüdiger, Vertreter des Influxionismus im 18. Jahrhundert

Als Influxus physicus (von lat. influere – einfließen, eindringen, einwirken und gr. phýsis – Natur; franz. influence naturelle, influence physique, influence reelle) wurde im 17. Jahrhundert der Einfluss bezeichnet, der zwischen zwei verschiedenen Substanzbereichen kausal wirksam wird. Die Annahme, dass es einen solchen physikalischen Einfluss gibt, ist eine zentrale These des philosophischen Leib-Seele-Problems. Theorien, die diese These vertreten, werden Influxionismus (systema influxus physici) genannt. Sie gelten als die traditionelle Variante des psychophysischen Interaktionismus.

## Begriffsgeschichte

### Ursprung des Begriffs
Der Ursprung des Begriffs liegt in der Hochscholastik. Von einem Einfluss der aktiv verstandenen Seele auf den passiv verstandenen Körper ist etwa bei Thomas von Aquin die Rede: 

„Das, was in der Aktivität (actus) ist, wirkt in das, was in der Potentialität (potentia) ist; und zu einer solchen Bewegung sagt man Einfluss (influxus).“

Der umgekehrte Einfluss, also eine Einwirkung des Körpers auf die Seele, wurde von ihm noch nicht diskutiert. Die spätere Präzisierung durch den Zusatz „physicus“ bringt zum Ausdruck, dass der Einfluss kausal zu verstehen sei. Einflussreich war in dieser Hinsicht besonders das Verständnis des Spätscholastikers Francisco Suárez:

„influxus physicus wird das bezeichnet, was mittels einer wirklichen und realen Kausalität (veram causalitatem realem) geschieht [...].“

Da die Scholastik allerdings noch keinen substantiellen Unterschied zwischen Seele und Körper annahm, war der Influxus physicus für sie noch kein diskutabler Begriff.  Seele und Körper wurden als substantielle Einheit (unio substantialis) verstanden, die hinsichtlich einer Einwirkung der Seele auf den Körper unproblematisch war.

### Influxionismus

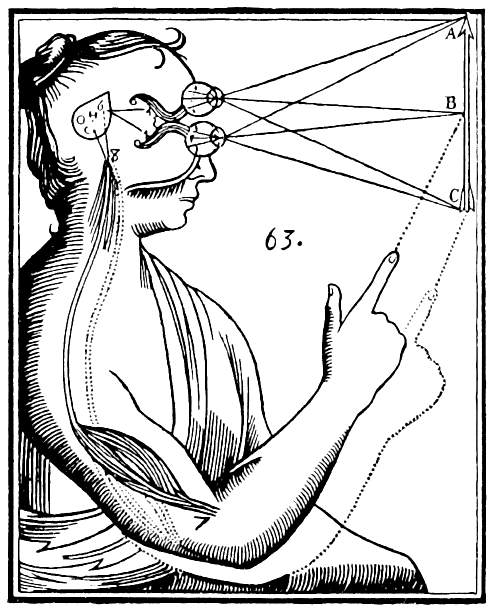
René Descartes’ Illustration der Interaktion zwischen Geist und Körper über die Epiphyse

Zu einem diskutablen Begriff wurde der Influxus physicus im 17. Jahrhundert. Die Annahme, dass es einen physikalischen Einfluss gibt, wird im Ausgang von René Descartes zu einem zentralen Problem der frühen Philosophie des Geistes. Nach einer klassischen Darstellung ergibt sich die Problematik aus drei nicht miteinander kompatiblen Annahmen:
1. Substanzdualismus: Die erschaffene Wirklichkeit besteht aus zwei Substanzen, einer denkenden  und einer ausgedehnten Substanz.
2. Influxionismus: Es gibt einen Influxus physicus.
3. Kausale Geschlossenheit: Der Bereich der ausgedehnten Substanz ist kausal abgeschlossen.
Die erste Annahme der substantiellen Unterscheidung des Psychischen (bzw. Mentalen) und Physischen ist eine der zentralen Thesen des cartesischen Substanztrialismus aus Gott (unbedingte Substanz), Geist und Materie (bedingte Substanzen). Descartes folgert sie aus der Unbezweifelbarkeit der Existenz des Denkens. Das denkende Subjekt sei bei regelgeleitetem Philosophieren die erste einsehbare Substanz (substantia cogitans) überhaupt. Der ausgedehnte Körper als Ursache der Ideen in der substantia cogitans, sofern sie nicht von Gott eingegeben wurden, sei die von ihr ontologisch zu unterscheidende Substanz (substantia corporea bzw. substantia extensionis).
Die zweite Annahme übernimmt Descartes von der Scholastik und entwickelt sie in seiner Psychologie weiter zu einer expliziten Theorie der kausale Wechselwirkung (influence mutuelle) zwischen den zwei Substanzbereichen. Als vornehmliche Schnittstelle macht er dazu eine zentrale Drüse des Gehirns aus, über die durch minimale Bewegungen feinster und sehr beweglicher Teile des Blutes (Spiritus) sowohl die Seele durch die Eindrücke des Körpers wie auch der Körper durch die Seele bewegt werden könne:

„Fügen wir hier hinzu, dass die kleine Drüse, die der Hauptsitz der Seele ist, solcherart zwischen den Hohlräumen aufgehängt ist, die diese Spiritus enthalten, dass sie durch sie auf ebensoviel verschiedene Weisen bewegt werden kann, wie es wahrnehmbare Verschiedenheiten an den Objekten gibt, aber die Drüse auch durch die Seele verschieden bewegt werden kann.“

Problematisch werden die ersten beiden Annahmen durch die dritte Annahme, die in engem Zusammenhang mit dem von Descartes aufgestellten Energieerhaltungssatz steht, wonach sich die Energiemenge (bzw. Bewegungsmenge) im ausgedehnten Substanzbereich nicht vermehrt. Sie sei einmalig von Gott mit der Welt erschaffen worden und bleibe seitdem stets gleich groß. Diese Annahme steht jedoch im Widerspruch zur zweiten, wonach eine Vermehrung qua Influxus physicus stattfindet.
Descartes’ eigene Position hinsichtlich dieser Inkonsistenz blieb letztlich indifferent, da er das Problem nicht direkt diskutierte. Nach Rainer Specht sollte deshalb Descartes selbst noch nicht als Vertreter des Influxionismus bzw. des psychophysischen Interaktionismus gelten. Die üblicherweise Descartes zugeschriebene Theorie des Influxionismus treffe historisch erst auf Autoren wie etwa Andreas Rüdiger oder auch noch den frühen Immanuel Kant zu, die als Reaktion auf die Kritik an Descartes den Influxionismus dezidiert verteidigten. Gleichwohl hat Descartes in der Sache implizit noch folgenden Vorschlag zur Auflösung der Inkonsistenz der drei Annahmen gemacht: Zwar könne die Seele dem Körper keine neue Bewegung vermitteln, aber sie könne die Richtung seiner Bewegung verändern. Die Richtungsänderung der Bewegung reiche bereits aus, um von einer freien Willensentscheidung der Seele zu sprechen, von der nur dann die Rede sein könne, wenn die Seele in irgendeiner Weise Einfluss auf den Körper nehme.

### Kritik
Descartes’ Lösungsansatz weist zwei berühmte Fehler auf: Wie Gottfried Wilhelm Leibniz gezeigt hat, missachtet er zum einen den begrifflichen Unterschied zwischen Bewegung und Kraft und zum anderen das galileische Trägheitsgesetz, wonach keine Bewegung ihre Richtung ohne einen Impuls verändert. Descartes gelingt es daher nicht, die Inkonsistenz der zweiten und dritten Annahme aufzuheben. Lösungsansätze, die aufgrund dieser Inkonsistenz den Influxus physicus leugneten, aber dem cartesischen Substanzdualismus verpflichtet blieben, wurden später als die Lehren des sogenannten Okkasionalismus bekannt. Die Hauptthese des Okkasionalismus ist, dass der Influxus physicus lediglich als solcher erscheine. Tatsächlich vermittle Gott qua okkasioneller Ursachen zwischen Körper und Geist.
Der Okkasionalismus wiederum wurde von Leibniz zum einen dafür kritisiert, dass eine Vermittlung Gottes seiner vollkommenen Schöpfung der Welt entgegenstehe. Ein zweites Problem sieht er darin, dass die Okkasionalisten am Substanzdualismus festhielten, der die Annahme eines Influxus physicus überhaupt erst nötig mache. Leibniz plädiert daher dafür, nicht nur die zweite (Influxionismus), sondern auch die erste Annahme (Substanzdualismus) des Leib-Seele-Problems aufzugeben. Mit dem von ihm postulierten System der präetablierten Harmonie schlägt er vor, die Bereiche des Psychischen und Physischen als verschiedene Perspektiven aufzufassen, die aufgrund einer von Gott eingerichteten, vollkommenen Parallelität vollständig übereinstimmten.
In der aktuellen Diskussion der Philosophie des Geistes wird noch immer häufig auf den Influxus physicus als historischen Ausgangspunkt des Leib-Seele-Problems und als die traditionelle Position des psychophysischen Interaktionismus rekurriert. Der substanzdualistische Influxionismus als Erklärung mentaler Verursachung gilt jedoch als überholt und hat heute so gut wie keine Vertreter mehr.